# Nuoto ai Giochi della XIX Olimpiade - 400 metri stile libero maschili
La competizione dei 400 metri stile libero maschili di nuoto ai Giochi della XIX Olimpiade si è svolta nei giorni 22 e 23 ottobre 1968 alla Piscina Olímpica Francisco Márquez di Città del Messico.

## Programma
| Data            | Round      | Note                           |
| --------------- | ---------- | ------------------------------ |
| 22 ottobre 1968 | 6 Batterie | I migliori 8 tempi alla finale |
| 23 ottobre      | Finale     |                                |

## Risultati

### Batterie
| Pos. | Atleta                | Nazione     | Totale | Pos F |
| ---- | --------------------- | ----------- | ------ | ----- |
| 1    | John Nelson           | Stati Uniti | 4'18"7 | 2 Q   |
| 2    | Francis Luyce         | Francia     | 4'30"3 | 17    |
| 3    | Władysław Wojtakajtis | Polonia     | 4'31"1 | 19    |
| 4    | Mátyás Borlói         | Ungheria    | 4'35"4 | 27    |
| 5    | Gregorio Fiallo       | Cuba        | 4'41"5 | 29    |
| 6    | Michael Goodner       | Porto Rico  | 5'00"2 | 33    |

| Pos. | Atleta               | Nazione          | Totale | Pos F |
| ---- | -------------------- | ---------------- | ------ | ----- |
| 1    | Graham White         | Australia        | 4'17"0 | 1 Q   |
| 2    | Semën Belic-Gejman   | Unione Sovietica | 4'22"7 | 9     |
| 3    | Guillermo Echevarría | Messico          | 4'24"0 | 11    |
| 4    | Julio Arango         | Colombia         | 4'25"8 | 13    |
| 5    | Alfred Müller        | Germania Est     | 4'26"4 | 14    |
| 6    | Csaba Csatlós        | Ungheria         | 4'47"6 | 30    |
| 7    | Robert Loh           | Hong Kong        | 5'10"1 | 37    |

| Pos. | Atleta                     | Nazione        | Totale | Pos F |
| ---- | -------------------------- | -------------- | ------ | ----- |
| 1    | Mike Burton                | Stati Uniti    | 4'19"3 | 4 Q   |
| 2    | Greg Brough                | Australia      | 4'19"6 | 5 Q   |
| 3    | Jean-François Ravelinghien | Francia        | 4'30"7 | 18    |
| 4    | Werner Krammel             | Germania Ovest | 4'34"0 | 22    |
| 5    | Jorge Urreta               | Messico        | 4'34"3 | 23    |
| 6    | Ronnie Wong                | Hong Kong      | 5'05"7 | 35    |

| Pos. | Atleta            | Nazione          | Totale | Pos F |
| ---- | ----------------- | ---------------- | ------ | ----- |
| 1    | Alain Mosconi     | Francia          | 4'19"0 | 3 Q   |
| 2    | Greg Rogers       | Australia        | 4'22"7 | 9     |
| 3    | Akhmed Anarbayev  | Unione Sovietica | 4'35"1 | 25    |
| 4    | Fernando González | Ecuador          | 4'35"3 | 26    |
| 5    | Friedrich Jokisch | El Salvador      | 5'09"2 | 36    |

| Pos. | Atleta         | Nazione   | Totale | Pos F |
| ---- | -------------- | --------- | ------ | ----- |
| 1    | Ralph Hutton   | Canada    | 4'21"0 | 8 Q   |
| 2    | Gunnar Larsson | Svezia    | 4'25"0 | 12    |
| 3    | Pano Capéronis | Svizzera  | 4'31"4 | 20    |
| 4    | Ørjan Madsen   | Norvegia  | 4'31"8 | 21    |
| 5    | Sven von Holst | Svezia    | 4'35"0 | 24    |
| 6    | Tony Asamali   | Filippine | 4'47"6 | 30    |
| 7    | Andrew Loh     | Hong Kong | 5'03"6 | 34    |

| Pos. | Atleta         | Nazione        | Totale | Pos F |
| ---- | -------------- | -------------- | ------ | ----- |
| 1    | Brent Berk     | Stati Uniti    | 4'20"2 | 6 Q   |
| 2    | Hans Faßnacht  | Germania Ovest | 4'20"7 | 7 Q   |
| 3    | Juan Alanís    | Messico        | 4'27"4 | 15    |
| 4    | Ron Jacks      | Canada         | 4'29"4 | 16    |
| 5    | Jorge González | Porto Rico     | 4'38"1 | 28    |
| 6    | Rubén Guerrero | El Salvador    | 4'50"8 | 32    |

### Finale
| Pos.    | Atleta        | Nazione        | Totale | Nota            |
| ------- | ------------- | -------------- | ------ | --------------- |
| Oro     | Mike Burton   | Stati Uniti    | 4'09"0 | Record olimpico |
| Argento | Ralph Hutton  | Canada         | 4'11"7 |                 |
| Bronzo  | Alain Mosconi | Francia        | 4'13"3 |                 |
| 4       | Greg Brough   | Australia      | 4'15"9 |                 |
| 5       | Graham White  | Australia      | 4'16"7 |                 |
| 6       | John Nelson   | Stati Uniti    | 4'17"2 |                 |
| 7       | Hans Faßnacht | Germania Ovest | 4'18"1 |                 |
| 8       | Brent Berk    | Stati Uniti    | 4'26"0 |                 |